# Idrottsrörelsen i Sverige
Idrottsrörelsen är ett samlingsnamn för den organiserade idrotten i Sverige.

## Tidig historia
Organiserad idrott av olika slag har förekommit i Sverige sedan äldsta tid. Exempel är gutniska lekar som pärk och varpa, men även bågskytte, glima och istrav (kappridning och kappkörning på frusen sjö). Denna typ av idrott förekom i en slags återkommande form, inte sällan på höst- och vintermarknader, skildrat av bl.a. Olaus Magnus i hans Historia om de nordiska folken från 1555.
Fäktning förekom inom militärväsendet i organiserad form från 1600-talet. Först under slutet av 1700-talet som man kan börja tala om organiserad idrott i modern mening, med föreningar och sammanslutningar. Sveriges äldsta kvarvarande idrottsförening är Upsala simsällskap som grundades 1796.

## Genombrott under 1800-talet
Under det tidiga 1800-talet betraktades idrott ofta som en akademisk eller militär aktivitet. Pehr Henrik Ling blev en viktig person för att sprida idrotten till bredare skikt, och göra idrott till något som inte bara engagerade studenter och militärer.
Under 1800-talets senare del (främst från 1880-talet) växte idrottsrörelsen fram som en folkrörelse, parallellt med andra folkrörelser i Sverige (nykterhetsrörelsen, arbetarrörelsen, frikyrkorörelsen och hembygdsrörelsen).
Kännetecknande för 1800-talets folkrörelser var att de inte styrdes auktoritärt, utan genom medlemsinflytande och röstning, s.k. föreningsdemokrati. Även grundläggande demokrati element som mötesprotokoll och valberedningar var viktiga inslag.
Därmed kom idrottsrörelsen, liksom de andra folkrörelserna, att fungera som en slags "demokratiskola", som starkt skulle komma att påverka det demokratiska genombrottet i Sverige vid 1900-talets början. Idrottsrörelsen hade också egenheten att den engagerade människor från vitt skilda samhällsskikt, vilket också kom att få stor betydelse för 1900-talets utveckling i Sverige.
Idrottsrörelsen växte också fram parallellt med Sveriges urbanisering, och kom att ha stor betydelse för social gemenskap när många människor bröt upp från landsbygden, och hamnade i en ny tillvaro i städerna.
En viktig händelse i idrottsrörelsen, och en slags kulmen på 1800-talets idrottssträvanden, blev de olympiska spelen i Stockholm 1912.

## Idrottsrörelsen under 1900-talet
Under 1900-talet växte idrottsrörelsen ständigt, och nya sporter tillkom. Folkhälsa och friskvård blev nya viktiga begrepp, och idrottsrörelsen fick därmed en delvis ny roll som en hälsofrämjande organisation.
Idrottsrörelsen fungerade som påtryckare och rådgivare i utbyggnaden av nya kommunala idrottsanläggningar under 1900-talet. I de flesta svenska kommuner byggdes efter 1950-talet nya idrottshallar, simhallar, ishallar och andra idrottsanläggningar.

## Idrottsrörelsen idag
Idrottsrörelsen har idag över tre miljoner medlemmar, och nästan alla är organiserade i Riksidrottsförbundet. RF grundades 1903. Riksidrottsförbundet är sedan 1 januari 2016 organiserat i 20 distriktsidrottsförbund och har 71 specialidrottsförbund. Det finns c:a 20.000 idrottsföreningar inom Riksidrottsförbundet. Ytterligare föreningar som inte är anslutna till RF tillkommer.